# Темкин, Андрей Иванович
Андрей Иванович Темкин (17 мая 1911, Ветренка, Могилёвская губерния, Российская империя — 3 января 1981) — советский партийный и государственный деятель, первый заместитель председателя Совета Народных Комиссаров Белорусской ССР (1937—1938).

## Биография
Окончил Институт красной профессуры (1932).
Участник Гражданской и Великой Отечественной войн. С 1922 года на советской и партийной работе. С 1932 года на политработе в Красной Армии, с 1935 года — в Объединенной белорусской военной школе—помполит.
В 1937—1938 годах — первый заместитель председателя Совета Народных Комиссаров Белорусской ССР.
В январе 1939 года был назначен председателем Организационного комитета Президиума Верховного Совета БССР по Минской области, через год стал председателем Минского областного исполнительного комитета.
В 1941—1946 годах — в Красной Армии: начальник политотдела тыла 6-й гвардейской армии.
С 1946 года был назначен начальником Управления по делам сельского и колхозного строительства при Совете Министров БССР.
С 1950 года — заместитель министра коммунального хозяйства БССР, в 1958—1959 годах — заместитель начальника Главного управления материально-технического снабжения при Совете Министров БССР.
Депутат Верховного Совета БССР 2-го созыва.